# Nguyễn Nam Hải
Nguyễn Nam Hải là một sĩ quan cấp cao trong Quân đội nhân dân Việt Nam, hàm Thiếu tướng, PGS, TS, từng giữ chức Bí thư Đảng ủy, Phó Trưởng ban Ban Cơ yếu Chính phủ

## Thân thế binh nghiệp
Từ năm 1979-1984, ông Hải học khoá 14, chuyên ngành Toán điều khiển tại Học viện Kỹ thuật Quân sự cùng lớp với các ông: Nguyễn Đăng Đào, Đỗ Cao Bảo... Sau khi tốt nghiệp kỹ sư quân sự, ông được phân công về công tác tại Ban Cơ yếu chính phủ.
Năm 2013, ông được bổ nhiệm giữ chức Giám đốc Học viện Kỹ thuật Mật mã, Ban Cơ yếu Chính phủ
Tháng 12 năm 2016, ông được bổ nhiệm giữ chức Phó Trưởng ban Ban Cơ yếu Chính phủ
Ngày 29 tháng 4 năm 2020, Đảng bộ Ban Cơ yếu Chính phủ  tổ chức Hội nghị bàn giao công tác đảng giữa Thiếu tướng Nguyễn Đăng Đào và Thiếu tướng Nguyễn Nam Hải được Quân ủy Trung ương chỉ định làm Bí thư Đảng ủy Ban Cơ yếu Chính phủ.
Thiếu tướng (2015)